# Nazionale femminile di pallavolo di Haiti
La nazionale di pallavolo femminile di Haiti è una squadra nordamericana composta dalle migliori giocatrici di pallavolo di Haiti ed è posta sotto l'egida della Federazione pallavolistica di Haiti.

## Risultati

### Competizioni NORCECA
| 1969 | 6º posto        | Convocazioni |
| 1971 | non qualificata | -            |
| 1973 | 7º posto        | Convocazioni |
| 1975 | non qualificata | -            |
| 1977 | 8º posto        | Convocazioni |
| 1979 | non qualificata | -            |
| 1981 | non qualificata | -            |
| 1983 | non qualificata | -            |
| 1985 | 6º posto        | Convocazioni |
| 1987 | non qualificata | -            |
| 1989 | 10º posto       | Convocazioni |
| 1991 | non qualificata | -            |
| 1993 | non qualificata | -            |
| 1995 | non qualificata | -            |
| 1997 | non qualificata | -            |
| 1999 | non qualificata | -            |
| 2001 | non qualificata | -            |
| 2003 | non qualificata | -            |
| 2005 | non qualificata | -            |
| 2007 | non qualificata | -            |
| 2009 | non qualificata | -            |
| 2011 | non qualificata | -            |
| 2013 | non qualificata | -            |
| 2015 | non qualificata | -            |
| 2017 | non qualificata | -            |
| 2019 | non qualificata | -            |
| 2021 | non qualificata | -            |
| 2023 | non qualificata | -            |

### Competizioni zonali
| 1955 | non qualificata | -            |
| 1959 | non qualificata | -            |
| 1963 | non qualificata | -            |
| 1967 | non qualificata | -            |
| 1971 | 8º posto        | Convocazioni |
| 1975 | non qualificata | -            |
| 1979 | non qualificata | -            |
| 1983 | non qualificata | -            |
| 1987 | non qualificata | -            |
| 1991 | non qualificata | -            |
| 1995 | non qualificata | -            |
| 1999 | non qualificata | -            |
| 2003 | non qualificata | -            |
| 2007 | non qualificata | -            |
| 2011 | non qualificata | -            |
| 2015 | non qualificata | -            |
| 2019 | non qualificata | -            |
| 2023 | non qualificata | -            |

| 1935 | ?               | -            |
| 1938 | ?               | -            |
| 1946 | non qualificata | -            |
| 1954 | ?               | -            |
| 1959 | non qualificata | -            |
| 1962 | non qualificata | -            |
| 1966 | non qualificata | -            |
| 1970 | non qualificata | -            |
| 1974 | non qualificata | -            |
| 1978 | non qualificata | -            |
| 1982 | non qualificata | -            |
| 1986 | 7º posto        | Convocazioni |
| 1990 | 6º posto        | Convocazioni |
| 1993 | 6º posto        | Convocazioni |
| 1998 | non qualificata | -            |
| 2002 | non qualificata | -            |
| 2006 | non qualificata | -            |
| 2010 | non qualificata | -            |
| 2014 | non qualificata | -            |
| 2018 | non qualificata | -            |
| 2023 | non qualificata | -            |

| 1991 | non qualificata | -            |
| 1992 | non qualificata | -            |
| 1993 | non qualificata | -            |
| 1994 | ?               | -            |
| 1995 | ?               | -            |
| 1996 | non qualificata | -            |
| 1998 | non qualificata | -            |
| 2000 | non qualificata | -            |
| 2002 | non qualificata | -            |
| 2004 | non qualificata | -            |
| 2006 | 3º posto        | Convocazioni |
| 2008 | non qualificata | -            |
| 2010 | non qualificata | -            |
| 2012 | non qualificata | -            |
| 2014 | non qualificata | -            |
| 2017 | non qualificata | -            |
| 2018 | non qualificata | -            |
| 2023 | non qualificata | -            |